# Goruni (okręg Konstanca)
Goruni – wieś w Rumunii, w okręgu Konstanca, w gminie Lipnița. W 2011 roku liczyła 94 mieszkańców.